# Мешеде
Мешеде (њем. Meschede) град је у њемачкој савезној држави Северна Рајна-Вестфалија. Једно је од 12 општинских средишта округа Хохзауерланд. Према процјени из 2010. у граду је живјело 31.566 становника. Посједује регионалну шифру (AGS) 5958032, NUTS (DEA57) и LOCODE (DE MSE) код.

## Географски и демографски подаци
Мешеде се налази у савезној држави Северна Рајна-Вестфалија у округу Хохзауерланд. Град се налази на надморској висини од 260 метара. Површина општине износи 218,5 km². У самом граду је, према процјени из 2010. године, живјело 31.566 становника. Просјечна густина становништва износи 144 становника/km².

## Међународна сарадња
| Мјесто       | Држава               | Врста сарадње | Од    |
| ------------ | -------------------- | ------------- | ----- |
|              | Пољска               | партнерство   | 2003. |
| Вест-Лодијан | Уједињено Краљевство | партнерство   | 1972. |
| Мегидо       | Израел               | партнерство   | 1993. |
| Кузолр       | Француска            | партнерство   | 1967. |
|              | Француска            | партнерство   | 1966. |
| Извор        |                      |               |       |